# Michel Ragon

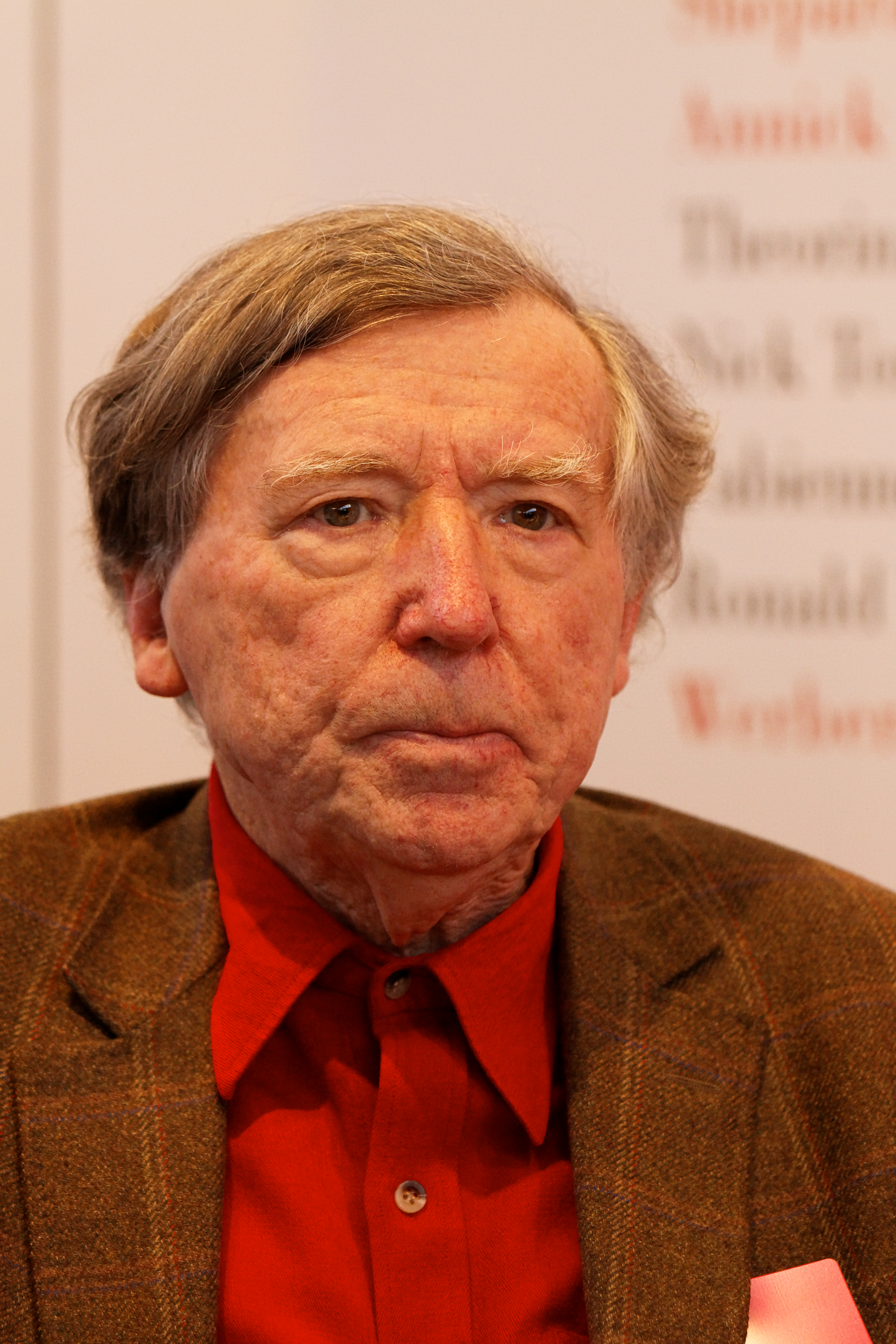
Michel Ragon (2011).

Michel Ragon (Marseille, 24 juni 1924 – 14 februari 2020) was een Frans schrijver.
Na zijn verhuizing naar Parijs ontmoette hij de schrijver Henry Poulaille, die hem inspireerde om te gaan schrijven. Hij maakte hier ook kennis met de kunstenaars rond de Cobra-beweging en maakte enige tijd deel uit van Cobra.
Hij ontwikkelde zich autodidactisch tot historicus van de proletarische literatuur. Zo schreef hij onder meer Les Écrivains du peuple en Histoire de la littérature prolétarienne de langue française (1974). Hoewel autodidakt, verkreeg hij een doctoraat en een professoraat in de literatuur. 
Naast zijn werk als schrijver was hij ook recensent, werkte hij voor het ministerie van buitenlandse zaken en gaf hij les aan de École des Arts décoratifs.
In de jaren tachtig schreef hij historische romans gesitueerd in de Vendée, Les Mouchoirs rouges de Cholet, La louve de Mervent en Le Marin des Sables, welke erg succesvol zijn.
- Bibsys: 90190810
- Biblioteca Nacional de España: XX1081161
- Bibliothèque nationale de France: cb11921028w (data)
- CiNii: DA0162751X
- Gemeinsame Normdatei: 119079054
- International Standard Name Identifier: 0000 0001 2124 4387
- Library of Congress Control Number: n50054389
- Nationale Bibliotheek van Letland: 000153165
- Bibliotheek van het Japanse parlement: 00453611
- Nationale Bibliotheek van Tsjechië: ola2005262699
- Nationale Bibliotheek van Israël: 987007266698405171
- Nederlandse Thesaurus van Auteursnamen: 068505639
- LIBRIS: 308892
- Système universitaire de documentation: 027088073
- Virtual International Authority File: 24606941
- WorldCat: E39PBJrwQB69fmgx9jckbhgh73